# Tuomarinkari
Le rocher du juge (en finnois : Tuomarinkari, en suédois : Domarskäret) est une île du nord Kvarken à Vaasa en Finlande.

## Géographie
La superficie de l'île est de 62,9 hectares et sa longueur maximale est de 1,4 kilomètre dans la direction nord-sud.
L'île s'élève à environ 10 mètres au-dessus du niveau de la mer.